# Arsenal (stacja metra)
Arsenal – stacja metra zlokalizowana w dzielnicy Highbury w Londynie. Jest stacją na linii Piccadilly, pomiędzy Holloway Road i Finsbury Park. Pierwotnie znana jako Gillespie Road, została przemianowana w 1932 roku Arsenal, od nazwy klubu, który w tym czasie grał na pobliskim stadionie Highbury. Jest to jedyna stacja metra nazwana bezpośrednio po klubie piłkarskim w Wielkiej Brytanii. Chociaż stadion Highbury został zamknięty w 2006 roku, stacja zachowała swoją nazwę i jest nadal używana przez widzów uczestniczących w meczach na pobliskim stadionie Emirates Arsenal. Arsenal jest jedną z niewielu stacji londyńskiego metra, która nie posiada ani schodów ruchomych, ani wind.

## Lokalizacja
Stacja znajduje się na wąskiej wiktoriańskiej ulicy mieszkalnej, daleko od głównych dróg. Nie ma na niej żadnych linii autobusowych, natomiast na pobliskiej Blackstock Road można dojechać naziemną komunikacją miejską. 

## Historia
Stacja metra Arsenal została otwarta przez „Great Northern, Piccadilly i Brompton Railway” (w skrócie  GNP&BR) jako Gillespie Road w dniu 15 grudnia 1906 r. Nazwa GNP&BR została później przemianowana na linię Piccadilly po konsolidacji i nacjonalizacji sieci metra jako London Underground. Pierwotny budynek dworca i hala biletowa były czerwonymi budynkami pokrytymi terakotą, zaprojektowane przez Lesliego Greena, podobne do sąsiednich stacji, takich jak Holloway Road i Caledonian Road.
W czasie budowy Gillespie Road, służył on tylko dzielnicy mieszkalnej. W 1913 r. klub piłkarski Arsenal F.C. przeniósł się z Woolwich do Highbury, co doprowadziło do pomysłu zmiany nazwy. Menedżer Arsenalu Herbert Chapman był zwolennikiem pomysłu, a 31 października 1932 r. przemianowano go na Arsenal (Highbury Hill). Stacja została rozbudowana w latach 30. XX wieku, a pierwotny budynek stacji został zburzony i zastąpiony szerszym budynkiem o bardziej nowoczesnym designie.
Oryginalne kafelki ścian peronów nadal noszą nazwę Gillespie Road, zapisaną dużymi literami. W 2007 r. Stacja przeszła gruntowną modernizację, w ramach której całkowicie odrestaurowano płytki ścienne. 

## Użytkowanie[8]
Arsenal jest w dużej mierze opuszczony poza godzinami szczytu, z wyjątkiem dni meczowych pobliskiego klubu sportowego.
W 2006 roku Arsenal F.C. przeniósł się na nowy stadion, Emirates Stadium. Stadion znajduje się na terenie Ashburton Grove, byłego osiedla przemysłowego. Pobliski obiekt Drayton Park jest zamknięty w dni meczowe z powodu małej wielkości peronu, aby zapobiec przeludnieniu stacji. Tymczasem stacja Arsenalu znajduje się niedaleko głównego wejścia nowego stadionu i jest zalecana przez klub do użytku w dni meczowe.
W ramach upamiętnienia ruchu Arsenalu F.C. wzdłuż ścian korytarzy stacji umieszczono tymczasowy mural w ramach programu „Art on the Underground w londyńskim metrze. Został odsłonięty w lutym 2006 roku i usunięty we wrześniu.